# Sunil Gangopadhyay

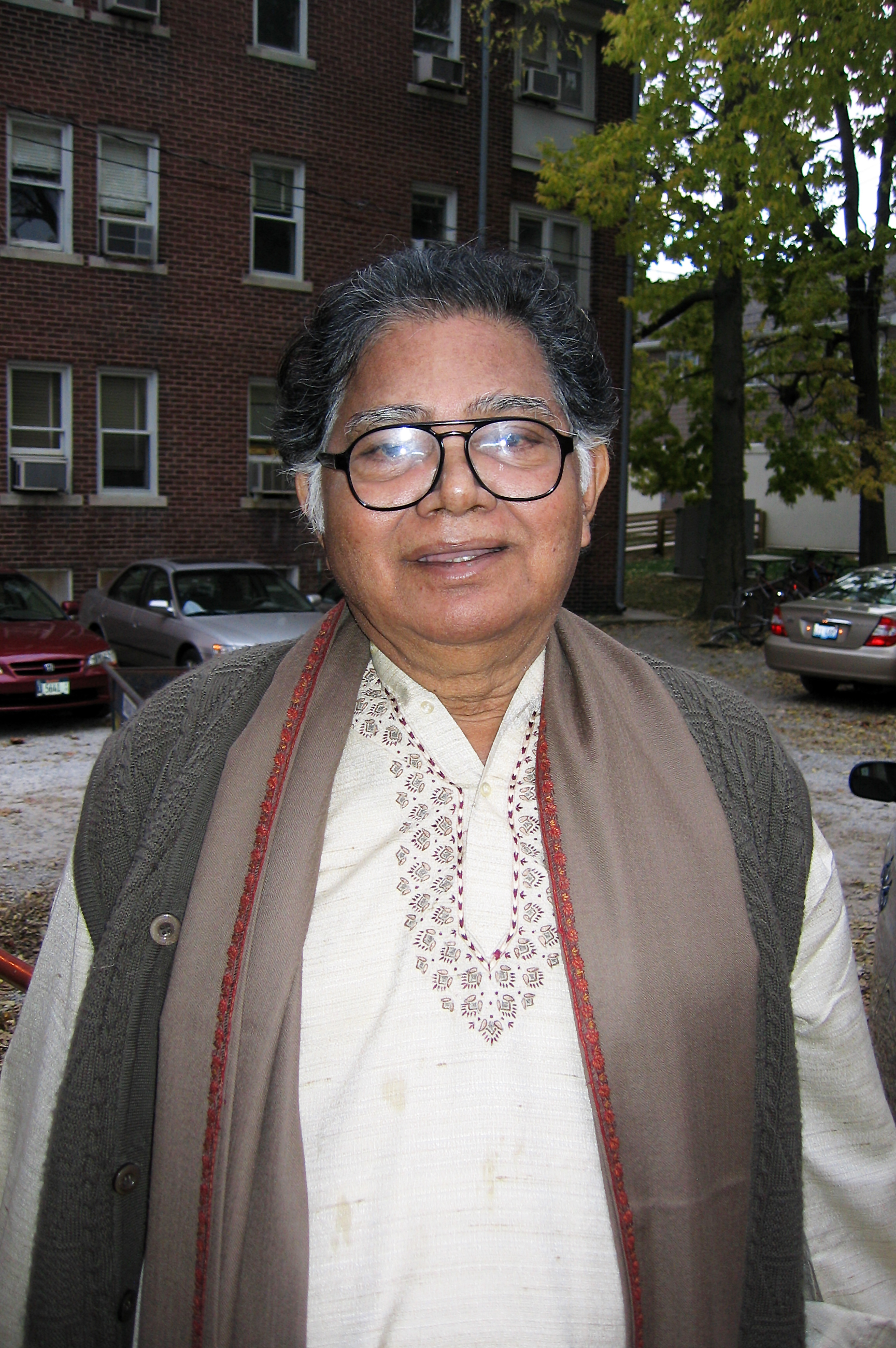
Sunil Gangopadhyay, 2006

Sunil Gangopadhyay (bengalisch: সুনীল গঙ্গোপাধ্যায়, Sunīl Gaṅgopādhyāẏ; * 7. September 1934 im Distrikt Faridpur, heute Bangladesch; † 23. Oktober 2012 in Kalkutta, Indien) war ein bengalischer Schriftsteller.

## Leben
Er erwarb 1954 einen Bachelor in Wirtschaftswissenschaft und später einen Masterabschluss in Bengali an der University of Calcutta. Viele Jahre war er mit dem Verlagshaus der Anandabazar Patrika verbunden und daneben Vizepräsident der Sahitya Akademi.
Als Autor veröffentlichte er zahlreiche Bücher in verschiedenen Literaturgattungen, seine Vorliebe gehörte jedoch der Lyrik. Gangopadhyay war Herausgeber der Lyrikzeitschrift Krittibas.
Gangopadhyay ist auch bekannt für seine Prosa. Einige seiner Werke wurden auch verfilmt; Aranyer Din Ratri und Pratidwandi von Satyajit Ray sowie Dekha und Moner Manush von Gautam Ghosh. Sein historischer Roman Sei Somoy erhielt 1985 den indischen Sahitya Akademi Award und war auch viele Jahre nach seiner Veröffentlichung noch ein Bestseller, ebenso die Romane Pratham Alo und Porb-Paschim.
Weitere Preise waren 1982 der Bankim Puraskar und zweimal der Ananda Puraskar.
Gangopadhyay schrieb Reiseberichte, Kinderbücher, Kurzgeschichten und Essays unter den Pseudonymen Nil Lohit, Sanatan Pathak und Nil Upadhyay.